# Cynanchum kaschgaricum
Cynanchum kaschgaricum är en oleanderväxtart som beskrevs av Ying Xing Liou. Cynanchum kaschgaricum ingår i släktet Cynanchum och familjen oleanderväxter. Inga underarter finns listade i Catalogue of Life.